# Idioteuthis famelica
Idioteuthis famelica är en bläckfiskart som först beskrevs av Berry 1909.  Idioteuthis famelica ingår i släktet Idioteuthis och familjen Mastigoteuthidae. Inga underarter finns listade i Catalogue of Life.